# 戸坂取水場
戸坂取水場（へさかしゅすいじょう）は、広島県広島市東区戸坂にある取水施設。広島県、広島市、呉市と異なる自治体が作った同じ名前の３つ並んだ水道施設である。
なお呉市上下水道局戸坂取水場については2024年3月をめどに廃止される予定である。

## 概要
太田川中流域左岸の戸坂地区にあり、河口（太田川放水路）から約9.4キロメートルのところに位置する。北が上流にあたりこの付近で大きく西へカーブし、流量も多い。またこの取水場付近の太田川中流域は名水百選に選ばれている。
取水場から下流約400メートル地点に安芸大橋があり、取水場北を太田川にそって広島県道37号広島三次線が通る。南に広島県立広島中央特別支援学校がある。最寄り駅は芸備線戸坂駅。
そもそもの起源として、大日本帝国海軍の軍用水道「呉鎮守府水道」の取水場および浄水場がこの地に作られたのが最初で、後に呉市に移管された。現在は下流側から、呉市上下水道局の取水場、広島市水道局の取水場、県営の広島県広島水道事務所（太田川東部工業用水道）の取水場、と並んでいる。つまりここから広島市内への上水だけでなく、工業用水の一部として、また呉市周辺の島々である江田島や上蒲刈島の上水の一部として、取水されている。なお大田川上流の高瀬堰取水場からも3者により取水されており、そちらのほうがここよりも取水量が多いことに注意。

## 諸元
取水量（2011年広島市水道局公表）
- 県水道 : 230,000 m3/日 [6]
- 広島市水道 : 132,000 m3/日 [6]
- 呉市水道 : 73,000 m3/日 [6]
- 江田島市水道 : 10,000 m3/日 [6]

標高
- GL+7.05m（広島市水道局） [6]

その他詳細
- 広島県広島水道事務所戸坂取水場
  - 住所 : 〒732-0001 広島市東区戸坂惣田一丁目12-1 [6]
  - 座標 : 北緯34度26分21.2秒 東経132度29分21.6秒 / 北緯34.439222度 東経132.489333度
  - 通水 :
- 広島市水道局戸坂取水場
  - 住所 : 〒732-0009 広島市東区戸坂千足二丁目1-3  [6]
  - 座標 : 北緯34度26分20.8秒 東経132度29分15.8秒 / 北緯34.439111度 東経132.487722度
  - 通水 : 1958年（昭和33年）6月8日 [7]
  - 主な給水浄水場 : 牛田浄水場（東区牛田新町）
- 呉市上下水道局戸坂取水場
  - 住所 : 上記広島市水道局と同じ
  - 通水 : 1944年（昭和19年）[8]
  - 主な給水浄水場 : 宮原浄水場（呉市青山町）
  - 備考 : 水道法上の責任も含め、広島県に第三者管理委託[5]。

## 歴史

### 呉鎮守府水道
近代における呉の歴史は、1886年（明治19年）海軍区が制定され1889年（明治22年）呉鎮守府が開庁したことから始まる。以降、呉は軍港として栄えた。その呉鎮守府に配給する軍用水道「呉鎮守府水道」（海軍水道あるいは軍港水道とも）は、鎮守府が開所した同年である1889年大日本帝国海軍により呉市内の二河川を水源として布設された。
1937年（昭和12年）日中戦争の頃になると、呉海軍工廠による大幅な上水需要増加に伴い新たな浄水施設が必要となった。賀茂郡郷原村（現在の呉市域）に二級水源地（二級ダム）建設が決定したものの、広島県南部は瀬戸内海式気候に属し降水量が少なく、呉市近辺の河川に大きな河川は存在しないことから、更なる大量の取水は望めなかった。そこで沢井準一大阪市水道部長により作成された太田川流域から引っ張ってくる案が採用され、太田川中流域の安芸郡戸坂村に水源地および浄水場の建設が決まった。更にこの地は南の牛田山を挟んで広島市内中心部の裏側にあたることから空襲の心配もなく、芸備線戸坂駅もあることから交通の便もよかった。
1941年（昭和16年）11月当時太田川流域の河川工事（のちの太田川放水路工事）を行っていた内務省の工事として着工、当時水田が広がるこの地を相場の半額以下の価格で接収された。工事途中の1943年（昭和18年）7月および9月と太田川流域で洪水災害が発生し、特に戸坂は9月の台風による洪水で大被害を受けている。
1944年（昭和19年）3月、呉鎮守府水道の戸坂水源地兼浄水場が竣工された。総工事費は当時の金額で550万円。
なお、1945年（昭和20年）8月6日の広島市への原子爆弾投下の際に被害はなかった。この地区では場所によって爆風により窓ガラスや屋根が飛んだ家屋もあったが、爆心地から6キロメートルほど離れていたため熱線による火災は起こらず、黒い雨も降らなかった。同年9月枕崎台風によりこの地区で床上浸水が発生したが、水源地自体の被害状況は不明。

### 戦後
戦後、呉にイギリス連邦占領軍(BCOF)司令部が置かれ、旧呉鎮守府水道は呉市が一時使用許可を受ける形で運用され、BCOFに上水を供給した。
1950年（昭和25年）旧軍港市転換法施行に伴い、1953年（昭和28年）国から呉市に移管された。ただ、この付近の町村で組織された「安芸上水道連合（組合）」との共同使用という形で譲渡されている。なおこの頃に、戦中に接収された旧地主が土地返還を求めて呉市に陳情に出向いている。
1950年代、高度経済成長に伴い広島市の人口が増加し、広島市水道局も上水が必要となった。そこで戸坂の呉市水道局の隣に取水場を設けることになった。1955年（昭和30年）戸坂村は広島市に編入合併、これに伴い1956年（昭和31年）安芸上水道連合（組合）分を広島市が買収し、1958年（昭和33年）に広島市の戸坂取水場が運転開始した。
一方で高度経済成長に伴い広島市東部から呉市にかけての広島湾臨海地区に工業用水も必要となり、従来からある取水場の更にその東に県営の取水場が設けられることになった。この「太田川東部工業用水水道事業」は県と広島市・呉市・江田島市の共同事業で、県が維持管理委託されることになった。1963年（昭和37年）着工、1969年（昭和44年）全工期竣工。
その後、呉市水道局の戸坂浄水場からの送水管の大部分が国道31号（上地図における青色の路線）に埋設されていることから老朽化が進行したことや県による水利権調整の影響、同地に広島県立盲学校誘致が決定したことから、1986年（昭和61年）戸坂浄水場は廃止となり取水場部分のみが運用されることになった。なお浄水場施設は全撤去され、跡地に広島県立広島中央特別支援学校が建っている。
日本製鉄瀬戸内製鉄所呉地区の2023年9月末での閉鎖により工業用水の使用量は減少するとみられ、施設も老朽化していることから、呉市上下水道局戸坂取水場については2024年3月をめどに廃止される予定である。

## 参考資料
- “戸坂水源地”.   呉市上下水道局. 2013年4月9日閲覧。
- “平成23年度版水道事業年報” (PDF).   広島市水道局. 2013年4月9日閲覧。
- “平成23年度事業年報 水道事業” (PDF).   呉市上下水道局. 2013年4月19日閲覧。
- “水源地、戸坂”.   戸坂城山小学校. 2013年4月9日閲覧。